# Dušan Borko
Dušan Borko (Handlová, 17 ottobre 1958) è un ex calciatore cecoslovacco, di ruolo attaccante.